# Bunjak
 Bunjak  falu Horvátországban Zágráb megyében. Közigazgatásilag Szentivánzelinához tartozik.

## Fekvése
Zágrábtól 22 km-re északkeletre, községközpontjától  5 km-re délnyugatra a megye északkeleti részén fekszik.

## Története
A települést 1598-ban "Bwnyak", 1600-ban "Buynyak" néven említik a korabeli források. 1783-ban az első katonai felmérés térképén „Dorf Buniak” néven szerepel. A falunak 1857-ben 214, 1910-ben 340 lakosa volt. Trianonig Zágráb vármegye Szentivánzelinai járásához tartozott. 2001-ben 135 lakosa volt.

## Nevezetességei
A Tersattói Szűzanya tiszteletére szentelt kápolnája 1988-ban épült a korábbi 1928-ban épített kápolna alapjain.

## Külső hivatkozások
- Szentivánzelina község hivatalos oldala
- Az első katonai felmérés térképe (1763-1787)